# Gustave Bourgain
Pour les articles homonymes, voir Bourgain.
Gustave Bourgain, né le 7 juin 1856 dans l'ancien 2e arrondissement de Paris et mort le 16 décembre 1918 dans le 10e arrondissement, est un peintre, graveur et illustrateur français.
Il est nommé peintre officiel de la Marine en 1887.

## Biographie
Gustave Bourgain naît le 7 juin 1856 dans l'ancien 2e arrondissement de Paris. Son père, Armand Bourgain (1830-1879), est directeur du Journal amusant.
Gustave devient l'élève de Jean-Léon Gérôme et d'Édouard Detaille à l'École des beaux-arts de Paris où il a été admis en 1873. Il expose à Paris au Salon des artistes français à partir de 1880. Il a également envoyé des gravures à la Royal Academy de Londres.
Devenu illustrateur à la revue L'Illustration, il est notamment envoyé en Russie à l'occasion du sacre du tsar Alexandre III en 1881, et en Égypte pour couvrir la guerre anglo-égyptienne de 1882. Peu après son retour, il épouse en 1883 la fille du peintre Édouard Baer (1842-1895). Devenu veuf en mars 1895, il se remariera en décembre 1902.
Trop âgé pour être mobilisé en août 1914, Gustave Bourgain effectuera néanmoins, à la demande du musée de l'Armée, des missions sur le front pour croquer sur le vif le quotidien des soldats pendant leurs périodes de repos.  
Gustave Bourgain meurt à l'âge de 62 ans à son domicile du 54, rue de Bondy, dans le 10e arrondissement de Paris, le 16 décembre 1918. Il était veuf de Louise Baer depuis septembre 1895 et remarié à Marie-Louise Lantrade depuis décembre 1902. Il n'a pas laissé de descendance.

## Expositions

### Salon des artistes français

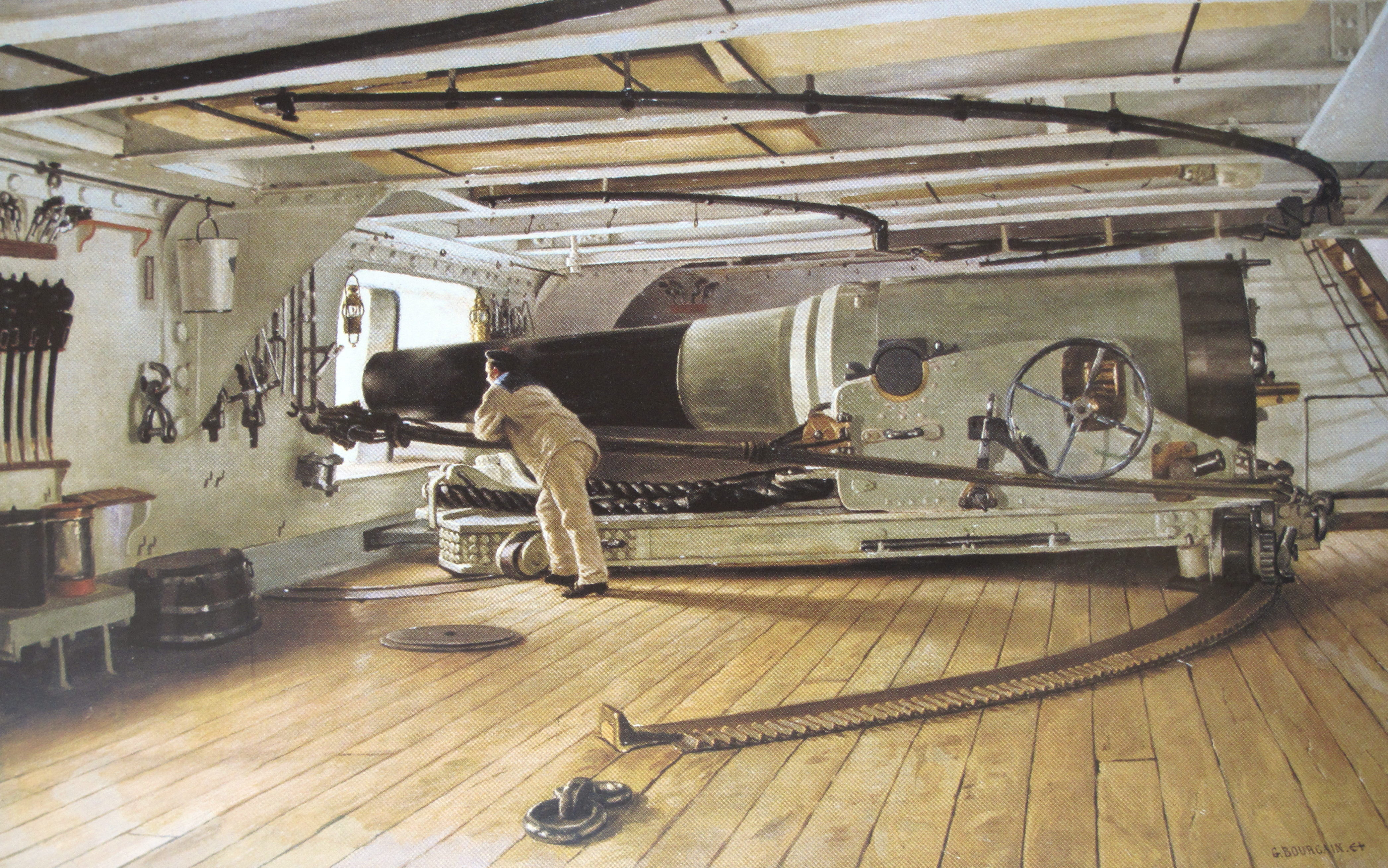
Canon de 27 cm, modèle 1870 (Salon de 1885), Paris, musée national de la Marine.

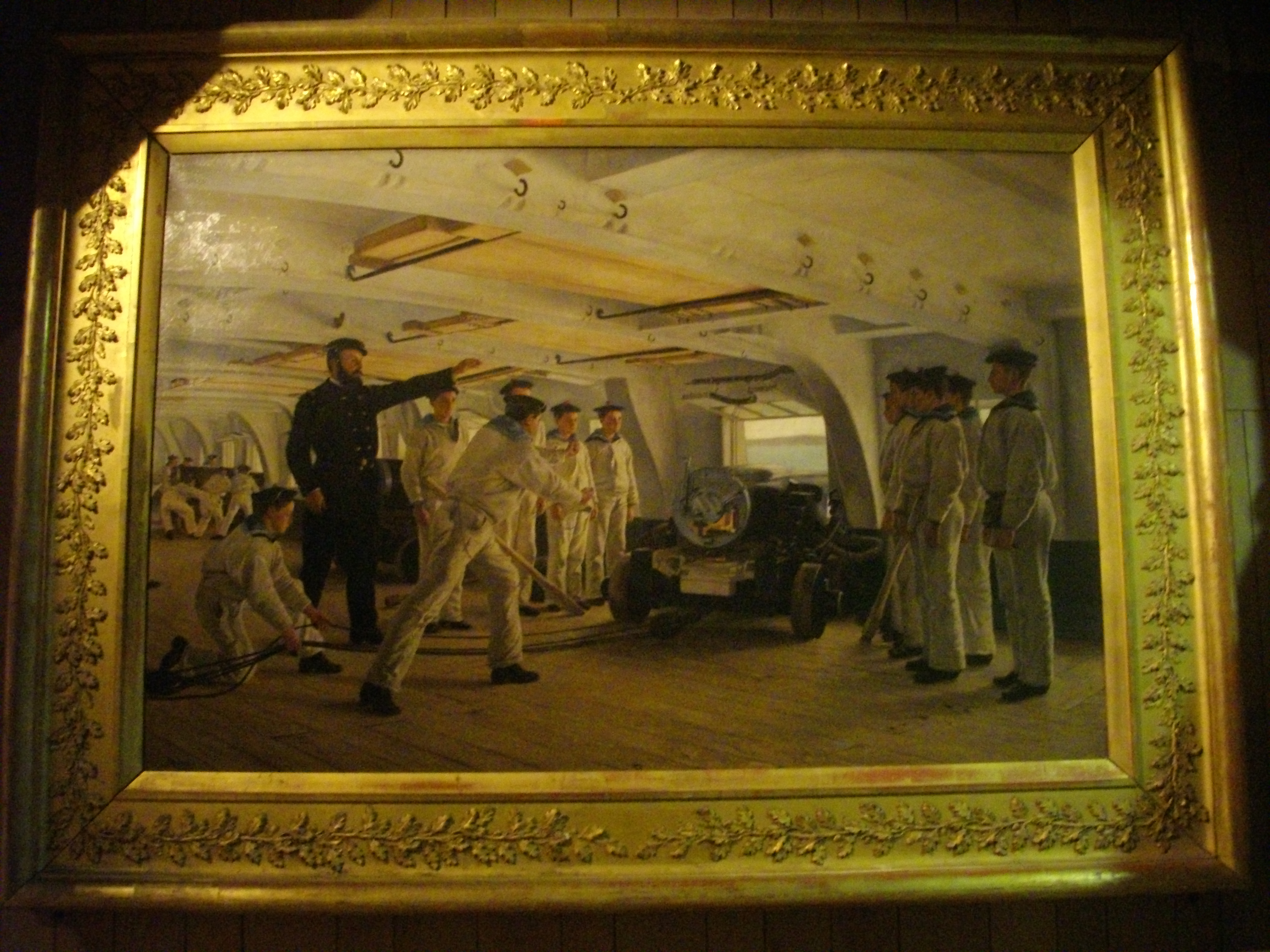
Un dimanche à bord du vaisseau “Austerlitz” (Salon de 1888), Brest, musée national de la Marine.

- Salon de 1880 : Portrait d'homme[9], localisation inconnue.
- Salon de 1881 : Atelier de construction à Bercy, huile sur toile[10], localisation inconnue.
- Salon de 1881 : Buveur d'absinthe, huile sur toile, Musée de Fécamp
- Salon de 1884 : Arrestation de pillards à Alexandrie, juillet 1882, huile sur toile[11], localisation inconnue.
- Salon de 1885 : Canon de 27 cm, modèle 1870, huile sur toile. Musée national de la Marine à Paris.
- Salon de 1886 : En rade, huile sur toile, localisation inconnue.
- Salon de 1887 : Voiliers à bord, huile sur toile[12], localisation inconnue.
- Salon de 1888 : À bord de l'"Austerlitz", huile sur toile[13]. Musée national de la Marine à Brest.
- Salon de 1890 : Le Réduit central du cuirassé "Le Suffren", huile sur toile[14], localisation inconnue.
- Salon de 1890 : Le Lavage du pont du "Suffren", huile sur toile, localisation inconnue.
- Salon de 1891 : Le Retour à bord de "La Bretagne" par mauvais temps[15] huile sur toile[16],[17], localisation inconnue.
- Salon de 1893 : Récit de bord, huile sur toile[18], localisation inconnue.
- Salon de 1894 : La Soumission des Mamelucks à Bonaparte, huile sur toile[19], localisation inconnue.
- Salon de 1897 : Légende bretonne, huile sur toile[20], localisation inconnue.
- Salon de 1898 : La Prière à bord du "Trident", huile sur toile[21], localisation inconnue.
- Salon de 1903 : Un combat sur la Reuss en juin 1799, huile sur toile[22], localisation inconnue.
- Salon de 1905 : En rade de Toulon, huile sur toile, localisation inconnue.
- Salon de 1906 : Après la tempête, huile sur toile, localisation inconnue.
- Salon de 1908 : La Mauvaise nouvelle (intérieur breton à l'île de Bréhat), huile sur toile. Musée Gassendi à Digne-les-Bains.
- Salon de 1911 : La Lettre de l'absent, huile sur toile, localisation inconnue.
- Salon de 1912 : Entrée de Bonaparte au Caire, huile sur toile[23], localisation inconnue.
- Salon de 1913 : Le Débarquement des chouans, aquarelle[24], localisation inconnue.
- Salon de 1914 : Pêcheur d'Islande, huile sur toile[25], localisation inconnue.

### Autres lieux d'exposition
- 1882 : Paris, galerie Vivienne, exposition du Cercle des arts libéraux.
- 1883 : Exposition internationale d'Amsterdam, section des Beaux-Arts.
- 1890 : Paris, Salon de la Société des aquarellistes français[26].
- 1894 : Paris, galerie des Champs-Élysées.
- 1896 : Paris, galerie Georges Petit, Salon de la Société des aquarellistes français.
- 1897 : Paris, galerie des Champs-Élysées, Salon de la Société des aquarellistes français.
- 1900 : Exposition universelle de Paris, exposition décennale des Beaux-Arts.
- 1901 : Exposition internationale de Monte-Carlo.
- 1905 : Paris, Salon des artistes de la mer.
- 1909 : Paris, galerie Georges Petit, Salon de la Société des aquarellistes français.
- 1911 : Paris, Salon de la Société des aquarellistes français : Sous-bois, aquarelle, localisation inconnue.

## Œuvres dans les collections publiques
- Paris, musée national de la marine : Canon de 27 cm, modèle 1870 (Salon de 1885). Achat de l'État.
- Brest, musée national de la marine : Un dimanche à bord du vaisseau "Austerlitz"  (Salon de 1888). Achat de l'État.
- Digne-les-Bains, musée Gassendi : La mauvaise nouvelle, intérieur breton à l'île de Bréhat, huile sur toile (Salon de 1908). Don de l'artiste[27].
- Fécamp, musée des Pêcheries : Buveur d'absinthe, huile sur toile, Salon de 1881, don de l'artiste en 1882 ; Scène de rue à Yport, huile sur toile, don de l'artiste ; Atelier de réparation de voiles à Fécamp, huile sur toile, 1888.

## Illustrations
- 1884 : le Czar et le Roi, souvenirs et impressions de voyage de Jules Cornély, avec 80 illustrations de Gustave Bourgain, Paris, aux bureaux du Clairon[28].
- 1886 : Pêcheur d'Islande, roman de Pierre Loti illustré de 47 aquarelles et dessins originaux de Gustave Bourgain, Paris, V. Champs, in-8°[29].
- 1890 : Contes du Pays d'Armor, par Marie Delorme, illustrations de Bourgain, etc., Paris, librairie Armand Colin, in-8°[30].
- 1890 : Le Yacht, histoire de la navigation maritime de plaisance, par Philippe Daryl, dessins de Bourgain, etc., Paris, Librairies-imprimeries réunies, in-4°[31]
- 1892 : L'Homme qui rit, roman de Victor Hugo illustré d'eaux-fortes de Gustave Bourgain, Paris, librairie de l'Édition nationale, in-4°.
- 1892 : Quatrevingt-treize, roman de Victor Hugo illustré de 46 eaux-fortes de Gustave Bourgain, Paris, librairie de l'Édition nationale, in-4°[32].
- 1892 : Scènes et épisodes de l'histoire de France, par Charles Seignobos, illustrations de Gustave Bourgain, etc., Paris, librairie Armand Colin, in-4°[33].
- 1893-1906 : Oeuvres complètes de Pierre Loti en 9 volumes illustrés par Gustave Bourgain et Désiré Bourgoin, Paris, Calmann-Lévy éditeur.
- 1896 : Le Marin français, par Gustave Bourgain, peintre du département de la Marine, album de 32 planches tirées en teinte, Paris, Librairie H. Laurens[34].
- Illustrations des couverture du Figaro illustré, septembre 1895 et mars 1897[35].

## Récompenses
- Salon des artistes français de 1888 : mention honorable décernée par le jury de la section de peinture[36].
- Salon des artistes français de 1889 : médaille de bronze décernée par le jury de la section de peinture[37].
- Exposition universelle de 1900 : médaille de bronze décernée par le jury international de la classe de peintures, cartons et dessins[38].